# Pablo Cabrera Gaete
Pedro Pablo Cabrera Gaete (Santiago, 18 de enero de 1948) es un abogado y diplomático chileno, actualmente retirado.

## Biografía
Es licenciado de derecho y Ciencias Sociales de la Pontificia Universidad Católica de Chile y abogado.
Está casado y tiene tres hijos, uno de ellos el actor Santiago Cabrera. Habla castellano, inglés, francés e italiano.
Desde 2015 es director de la empresa eléctrica Enel Chile.

## Carrera diplomática
Entró en el servicio diplomático en 1970, año en que asumió como fue oficial del Ministerio de Relaciones Exteriores (MINREL), hasta 1973. Entre 1974 y 1975 fue cónsul general en La Paz. Posteriormente ocupó el cargo de secretario en las embajadas de Chile en La Paz (1975-1976), Caracas (1977-1979) y el MINREL (1979-1980).
Entre 1980 y 1982 fue cónsul general en Toronto, y entre 1982 y 1986 fue encargado de negocios en Bucarest. Fue jefe de departamento y director en el MINREL entre 1986 y 1987. Fue ministro consejero de las embajadas de Chile en Londres (1987-1991) y Madrid (1991-1993).
Fue director en el MINREL entre 1993 y 1995. En 1995 el presidente Eduardo Frei Ruiz-Tagle lo designó subsecretario de Marina de Chile, cargo que mantuvo hasta 1999.
Posteriormente fue embajador de Chile en Londres (1999-2000), Moscú (2000-2004), Beijing (2004-2006) y la Santa Sede (2006-2010).
Entre 2010 y 2014 fue director de la Academia Diplomática de Chile.